# Ramses VIII.
Ramses VIII., auch als Prinz Sethherchepeschef genannt, war der 7. altägyptische König (Pharao) der 20. Dynastie (Neues Reich) und regierte lediglich ein Jahr oder nur wenig länger um 1129 bis 1128 v. Chr. Er war der Sohn von Ramses III. und Onkel seines Vorgängers Ramses VII.
Von Ramses VIII. gibt es nur sehr wenige Zeugnisse. In der Prinzenprozession in Medinet Habu ist sein Name in einer Kartusche geschrieben. Er ist der am wenigsten bezeugte Pharao der Ramessiden. Von ihm sind weder Grab noch Grabausstattung bekannt. Seine Mumie wurde nie gefunden. Zahi Hawass, ehemaliger Leiter des Supreme Council of Antiquities, hatte sich 2007 mit einem ägyptischen Grabungsteam zum Ziel gesetzt, das Grab zu finden, jedoch blieb diese Suche ergebnislos.

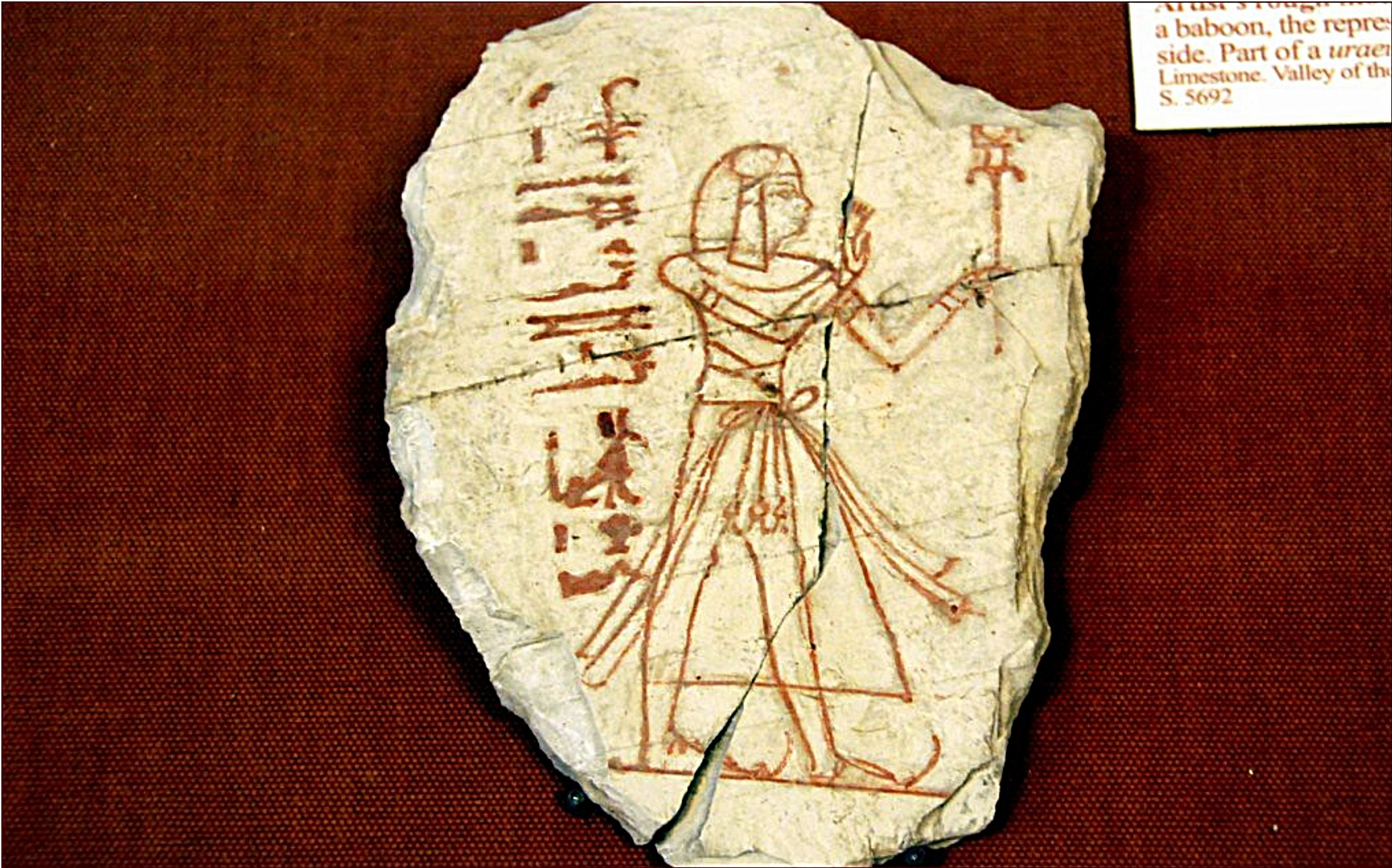
Ostrakon des Prinzen Sethherchepeschef, gefunden im Grab QV43 des Tals der Königinnen, heute im Ägyptischen Museum von Turin, Katalognummer 5637.